# Список томів манґи «Берсерк»

Обкладинка першого тому манґи

У 1988 році Міура Кентаро представив першу версію манґи «Берсерк». Ця чернетка мала назву «Берсерк Прототип» і сталадася з 48 сторінок. У цьому ж році вона була відзначена призом журналу Comi Manga School.
26 листопада 1990 року перший том манґи вийшов у видавництві Hakusensha в журналі Jets Comics. Наступні три томи з'явились у журналі Young Animal(також видавництво Hakusensha) у 1992 році. Всі наступні епізоди також виходять у журналі Young Animal кожну другу та четверту п'ятницю місяця. Раз на півроку (хоча останнім часом ці інтервали значно збільшилися) видавництво Hakusensha публікує нові епізоди в форматі танкобону (від 8 до 10 епізодів у томі) Станом на 29 вересня 2023 року в Японії вийшло 373 розділи манґи. Окреме видання становить 42 танкобонів. Чотири епізоди не в форматі танкобону.
Після смерті Міури в травні 2021 року Морі Коджі взяв на себе роль створення манґи. Ілюстрацією самої манґи займаються колишні асистенти Міури зі Studio Gaga.
У Північній Америці манґа перекладається та випускається видавництвом Dark Horse Comics. Вийшло вже 42 томи, перший том з'явився 22 жовтня, 2003 року. Як і в більшості інших відомих манґа-перекладів від Dark Horse Comics (таких, наприклад, як Хеллсінг чи Триган), манґа не віддзеркалюється (читається з права на ліво) та звукові ефекти не перекладаються (з 12-го тому звукові ефекти почали перекладати). Також перекладачі додають у деякі діалоги посилання на інші відомі фентезі-серіали, такі як «Армія темряви» та «Володар перснів».
У Європі манґа вперше з'явилась у Франції, де в 1996 році її ліцензувало видавництво Samourai Editions, потім в Італії (спочатку видавництво Panini Comics, потім — Planet Manga). 2001 року манґа була видана в Німеччині (Panini Comics/Planet Manga). У Франції манґа, після банкрутства видавництва Samourai Editions у 2002 році, перейшла до Dynamic Visions та з 2004 року — Glénat.
З 1999 року манґа публікується в Кореї компанією Daiwon.
Українською манґа не перекладалася і в Україні не видавалася.

## Частини (арки)
Вся манґа поділяється на чотири сюжетні частини (арки):
| Українська назва                  | Українська назва                  | Японська назва         | Епізоди                            |
| Чорний Мечник                     | Чорний Мечник                     | 黒い剣士               | Том 1, глава 1 — Том 3, глава 3    |
| Золотий Вік                       | Золотий Вік                       | 黄金時代               | Том 3, глава 4 — Том 14, глава 3   |
| Засудження                        | Засудження                        | 断罪篇                 | Том 14, глава 4 — Том 21,глава 11  |
|                                   | Втрачені Діти                     | ロスト・チルドレンの章 | Том 14, глава 4 — Том 16,глава 7   |
|                                   | В ланцюгах                        | 縛鎖の章               | Том 16, глава 8 — Том 17, глава 4  |
|                                   | Народження                        | 生誕祭の章             | Том 17, глава 5 — Том 21, глава 11 |
| Яструб Тисячолітнього Королівства | Яструб Тисячолітнього Королівства | 千年王国の鷹編         | Том 22, глава 1 — Том 35, глава 1  |
|                                   | Літописи Війни Святого Демона     | 聖魔戦記の章           | Том 22, глава 1 — Том 27, глава 9  |
|                                   | Фальконія                         | 鷹都の章               | Том 27, глава 10 — Том 35, глава 1 |
| Фантазія                          | Фантазія                          | 幻造世界編             | Том 35, глава 1 і далі             |
|                                   | Острів Ельфів                     | 妖精島の章             | Том 35, глава 1 і далі             |

## Список томів
| | Інформація про епізоди | Інформація про епізоди | Том | Дата виходу в | Дата виходу в |  |
| Японії | Інформація про епізоди | Інформація про епізоди | Том | США | |  |
| --- | --- | --- | --- | --- | --- |  |
| | | | | | |  |
| | | | 1 | 1 грудня 1990 | 22 жовтня 2003 |  |
| Епізоди - Чорний мечник 黒い剣士 - Мітка 烙印 - Янгол-охоронець бажання (1) 欲望の守護天使 (1) | Епізоди - Чорний мечник 黒い剣士 - Мітка 烙印 - Янгол-охоронець бажання (1) 欲望の守護天使 (1) | Епізоди - Чорний мечник 黒い剣士 - Мітка 烙印 - Янгол-охоронець бажання (1) 欲望の守護天使 (1) | ISBN - Японія ISBN 978-4-592-13574-6 - США ISBN 1-59307-020-9 На обкладинці - Ґатс | ISBN - Японія ISBN 978-4-592-13574-6 - США ISBN 1-59307-020-9 На обкладинці - Ґатс | |  |
| | | | | | |  |
| | | 2 | 3 березня 1991 | 14 січня 2004 | |  |
| Епізоди - Янгол-охоронець бажання (2) 欲望の守護天使 (2) - Янгол-охоронець бажання (3) 欲望の守護天使 (3) | Епізоди - Янгол-охоронець бажання (2) 欲望の守護天使 (2) - Янгол-охоронець бажання (3) 欲望の守護天使 (3) | Епізоди - Янгол-охоронець бажання (2) 欲望の守護天使 (2) - Янгол-охоронець бажання (3) 欲望の守護天使 (3) | ISBN - Японія ISBN 978-4-592-13575-3 - США ISBN 1-59307-021-7 На обкладинці - Ґатс | ISBN - Японія ISBN 978-4-592-13575-3 - США ISBN 1-59307-021-7 На обкладинці - Ґатс | ISBN - Японія ISBN 978-4-592-13575-3 - США ISBN 1-59307-021-7 На обкладинці - Ґатс |  |
| | | | | | |  |
| | | 3 | 31 жовтня 1991 | 14 квітня 2004 | |  |
| Епізоди - Янгол-охоронець бажання (4) 欲望の守護天使 (4) - Янгол-охоронець бажання (5) 欲望の守護天使 (5) - Янгол-охоронець бажання (6) 欲望の守護天使 (6) | Епізоди - Янгол-охоронець бажання (4) 欲望の守護天使 (4) - Янгол-охоронець бажання (5) 欲望の守護天使 (5) - Янгол-охоронець бажання (6) 欲望の守護天使 (6) | Епізоди - Янгол-охоронець бажання (4) 欲望の守護天使 (4) - Янгол-охоронець бажання (5) 欲望の守護天使 (5) - Янгол-охоронець бажання (6) 欲望の守護天使 (6) | ISBN - Японія ISBN 978-4-592-13576-0 - США ISBN 1-59307-022-5 На обкладинці - Ґатс | ISBN - Японія ISBN 978-4-592-13576-0 - США ISBN 1-59307-022-5 На обкладинці - Ґатс | ISBN - Японія ISBN 978-4-592-13576-0 - США ISBN 1-59307-022-5 На обкладинці - Ґатс |  |
| | | | ISBN - Японія ISBN 978-4-592-13576-0 - США ISBN 1-59307-022-5 На обкладинці - Ґатс | ISBN - Японія ISBN 978-4-592-13576-0 - США ISBN 1-59307-022-5 На обкладинці - Ґатс | ISBN - Японія ISBN 978-4-592-13576-0 - США ISBN 1-59307-022-5 На обкладинці - Ґатс |  |
| | - Золотий вік (1) 黄金時代 (1) | | ISBN - Японія ISBN 978-4-592-13576-0 - США ISBN 1-59307-022-5 На обкладинці - Ґатс | ISBN - Японія ISBN 978-4-592-13576-0 - США ISBN 1-59307-022-5 На обкладинці - Ґатс | ISBN - Японія ISBN 978-4-592-13576-0 - США ISBN 1-59307-022-5 На обкладинці - Ґатс |  |
| | | | | | |  |
| | | 4 | 29 лютого 1992 | 14 липня 2004 | |  |
| Епізоди - Золотий вік (2) 黄金時代 (2) - Золотий вік (3) 黄金時代 (3) - Золотий вік (4) 黄金時代 (4) - Золотий вік (5) 黄金時代 (5) - Золотий вік (6) 黄金時代 (6) | Епізоди - Золотий вік (2) 黄金時代 (2) - Золотий вік (3) 黄金時代 (3) - Золотий вік (4) 黄金時代 (4) - Золотий вік (5) 黄金時代 (5) - Золотий вік (6) 黄金時代 (6) | Епізоди - Золотий вік (2) 黄金時代 (2) - Золотий вік (3) 黄金時代 (3) - Золотий вік (4) 黄金時代 (4) - Золотий вік (5) 黄金時代 (5) - Золотий вік (6) 黄金時代 (6) | ISBN - Японія ISBN 978-4-592-13577-7 - США ISBN 1-59307-203-1 На обкладинці - Ґатс | ISBN - Японія ISBN 978-4-592-13577-7 - США ISBN 1-59307-203-1 На обкладинці - Ґатс | ISBN - Японія ISBN 978-4-592-13577-7 - США ISBN 1-59307-203-1 На обкладинці - Ґатс |  |
| | | | | | |  |
| | | 5 | 31 березня 1993 | 13 жовтня 2004 | |  |
| Епізоди - Золотий вік (7) 黄金時代 (7) - Золотий вік (8) 黄金時代 (8) - 001. Безсмертний Зодд (1) 不死のゾッド (1) - 002. Безсмертний Зодд (2) 不死のゾッド (2) - 003. Безсмертний Зодд (3) 不死のゾッド (3) - 004. Безсмертний Зодд (4) 不死のゾッド (4) - 005. Безсмертний Зодд (5) 不死のゾッド (5) - 006. Майстер Меча (1) 剣の主 (1) | Епізоди - Золотий вік (7) 黄金時代 (7) - Золотий вік (8) 黄金時代 (8) - 001. Безсмертний Зодд (1) 不死のゾッド (1) - 002. Безсмертний Зодд (2) 不死のゾッド (2) - 003. Безсмертний Зодд (3) 不死のゾッド (3) - 004. Безсмертний Зодд (4) 不死のゾッド (4) - 005. Безсмертний Зодд (5) 不死のゾッド (5) - 006. Майстер Меча (1) 剣の主 (1) | Епізоди - Золотий вік (7) 黄金時代 (7) - Золотий вік (8) 黄金時代 (8) - 001. Безсмертний Зодд (1) 不死のゾッド (1) - 002. Безсмертний Зодд (2) 不死のゾッド (2) - 003. Безсмертний Зодд (3) 不死のゾッド (3) - 004. Безсмертний Зодд (4) 不死のゾッド (4) - 005. Безсмертний Зодд (5) 不死のゾッド (5) - 006. Майстер Меча (1) 剣の主 (1) | ISBN - Японія ISBN 978-4-592-13578-4 - США ISBN 1-59307-251-1 На обкладинці - Ґатс - Ґриффіт - Каска - Зодд - Піппін - Джудо - Коркус - Рікерт                                             | ISBN - Японія ISBN 978-4-592-13578-4 - США ISBN 1-59307-251-1 На обкладинці - Ґатс - Ґриффіт - Каска - Зодд - Піппін - Джудо - Коркус - Рікерт                                             | ISBN - Японія ISBN 978-4-592-13578-4 - США ISBN 1-59307-251-1 На обкладинці - Ґатс - Ґриффіт - Каска - Зодд - Піппін - Джудо - Коркус - Рікерт                                             |  |
| | | | | | |  |
| | | 6 | 30 вересня 1993 | 19 січня 2005 | |  |
| Епізоди - 007. Майстер Меча (2) 剣の主 (2) - 008. Вбивця (1) 暗殺者 (1) - 009. Вбивця (2)\|暗殺者 (2) - 010. Вбивця (3)\|暗殺者 (3) - 011. Вбивця (4)\|暗殺者 (4) - 012. Дорогоцінна Річ 貴きもの - 013. Від'їзд на Фронт 出陣 - 014. Бій 合戦 - 015. Каска (1) キャスカ(1) - 016. Каска (2) キャスカ(2) | Епізоди - 007. Майстер Меча (2) 剣の主 (2) - 008. Вбивця (1) 暗殺者 (1) - 009. Вбивця (2)\|暗殺者 (2) - 010. Вбивця (3)\|暗殺者 (3) - 011. Вбивця (4)\|暗殺者 (4) - 012. Дорогоцінна Річ 貴きもの - 013. Від'їзд на Фронт 出陣 - 014. Бій 合戦 - 015. Каска (1) キャスカ(1) - 016. Каска (2) キャスカ(2) | Епізоди - 007. Майстер Меча (2) 剣の主 (2) - 008. Вбивця (1) 暗殺者 (1) - 009. Вбивця (2)\|暗殺者 (2) - 010. Вбивця (3)\|暗殺者 (3) - 011. Вбивця (4)\|暗殺者 (4) - 012. Дорогоцінна Річ 貴きもの - 013. Від'їзд на Фронт 出陣 - 014. Бій 合戦 - 015. Каска (1) キャスカ(1) - 016. Каска (2) キャスカ(2) | ISBN - Японія ISBN 978-4-592-13579-1 - США ISBN 1-59307-252-X На обкладинці - Ґатс | ISBN - Японія ISBN 978-4-592-13579-1 - США ISBN 1-59307-252-X На обкладинці - Ґатс | ISBN - Японія ISBN 978-4-592-13579-1 - США ISBN 1-59307-252-X На обкладинці - Ґатс |  |
| | | | | | |  |
| | | 7 | 31 березня 1994 | 11 травня 2005 | |  |
| Епізоди - 017. Каска (3) キャスカ(3) - 018. Час вирішувати (1) 決死行(1) - 019. Час вирішувати (2) 決死行(2) - 020. Час вирішувати (3) 決死行(3) - 021. Повернення 生還 - 022. Вогнище мрій 夢のかがり火 - 023. Битва за Долдрей (1) ドルドレイ攻略戦 (1) - 024. Битва за Долдрей (2) ドルドレイ攻略戦 (2) - 025. Битва за Долдрей (3) ドルドレイ攻略戦 (3) - 026. Битва за Долдрей (4) ドルドレイ攻略戦 (4)                                                  | Епізоди - 017. Каска (3) キャスカ(3) - 018. Час вирішувати (1) 決死行(1) - 019. Час вирішувати (2) 決死行(2) - 020. Час вирішувати (3) 決死行(3) - 021. Повернення 生還 - 022. Вогнище мрій 夢のかがり火 - 023. Битва за Долдрей (1) ドルドレイ攻略戦 (1) - 024. Битва за Долдрей (2) ドルドレイ攻略戦 (2) - 025. Битва за Долдрей (3) ドルドレイ攻略戦 (3) - 026. Битва за Долдрей (4) ドルドレイ攻略戦 (4)                                                  | Епізоди - 017. Каска (3) キャスカ(3) - 018. Час вирішувати (1) 決死行(1) - 019. Час вирішувати (2) 決死行(2) - 020. Час вирішувати (3) 決死行(3) - 021. Повернення 生還 - 022. Вогнище мрій 夢のかがり火 - 023. Битва за Долдрей (1) ドルドレイ攻略戦 (1) - 024. Битва за Долдрей (2) ドルドレイ攻略戦 (2) - 025. Битва за Долдрей (3) ドルドレイ攻略戦 (3) - 026. Битва за Долдрей (4) ドルドレイ攻略戦 (4)                                                  | ISBN - Японія ISBN 978-4-592-13580-7 - США ISBN 1-59307-328-3 На обкладинці - Ґатс - Каска                                                                                                 | ISBN - Японія ISBN 978-4-592-13580-7 - США ISBN 1-59307-328-3 На обкладинці - Ґатс - Каска                                                                                                 | ISBN - Японія ISBN 978-4-592-13580-7 - США ISBN 1-59307-328-3 На обкладинці - Ґатс - Каска                                                                                                 |  |
| | | | | | |  |
| | | 8 | 30 вересня 1994 | 13 липня 2005 | |  |
| Епізоди - 027. Битва за Долдрей (5) ドルドレイ攻略戦 (5) - 028. Битва за Долдрей (6) ドルドレイ攻略戦 (6) - 029. Тріумфальне повернення 凱旋 - 030. Мить слави 栄光の瞬間 - 031. Похоронне вогнище (1) 炎の墓標 (1) - 032. Похоронне вогнище (2) 炎の墓標 (2) - 033. Сніжної ночі ある雪の夜に - 034. Ранок від'їзду (1) 旅立ちの朝 (1) - 035. Ранок від'їзду (2) 旅立ちの朝 (2) - 036. Ранок від'їзду (3) 旅立ちの朝 (3)                                     | Епізоди - 027. Битва за Долдрей (5) ドルドレイ攻略戦 (5) - 028. Битва за Долдрей (6) ドルドレイ攻略戦 (6) - 029. Тріумфальне повернення 凱旋 - 030. Мить слави 栄光の瞬間 - 031. Похоронне вогнище (1) 炎の墓標 (1) - 032. Похоронне вогнище (2) 炎の墓標 (2) - 033. Сніжної ночі ある雪の夜に - 034. Ранок від'їзду (1) 旅立ちの朝 (1) - 035. Ранок від'їзду (2) 旅立ちの朝 (2) - 036. Ранок від'їзду (3) 旅立ちの朝 (3)                                     | Епізоди - 027. Битва за Долдрей (5) ドルドレイ攻略戦 (5) - 028. Битва за Долдрей (6) ドルドレイ攻略戦 (6) - 029. Тріумфальне повернення 凱旋 - 030. Мить слави 栄光の瞬間 - 031. Похоронне вогнище (1) 炎の墓標 (1) - 032. Похоронне вогнище (2) 炎の墓標 (2) - 033. Сніжної ночі ある雪の夜に - 034. Ранок від'їзду (1) 旅立ちの朝 (1) - 035. Ранок від'їзду (2) 旅立ちの朝 (2) - 036. Ранок від'їзду (3) 旅立ちの朝 (3)                                     | ISBN - Японія ISBN 978-4-592-13690-3 - США ISBN 1-59307-328-3 На обкладинці - Ґатс - Ґриффіт                                                                                               | ISBN - Японія ISBN 978-4-592-13690-3 - США ISBN 1-59307-328-3 На обкладинці - Ґатс - Ґриффіт                                                                                               | ISBN - Японія ISBN 978-4-592-13690-3 - США ISBN 1-59307-328-3 На обкладинці - Ґатс - Ґриффіт                                                                                               |  |
| | | | | | |  |
| | | 9 | 31 березня 1995 | 12 жовтня 2005 | |  |
| Епізоди - 037. Лицар-Череп 髑髏の騎士 - 038. Початок безкрайньої ночі 果てしなき夜の始まり - 039. Впалий яструб 墜ちた鷹 - 040. Кінець мрії 夢の終焉 - 041. Турнір 闘技会 - 042. Утікачі 逃亡者たち - 043. Боєць 闘者 - 044. Товариш 戦友 - 045. Сповідь 告白 - 046. Рани (1) 傷 (1) - 047. Рани (2) 傷 (2) | Епізоди - 037. Лицар-Череп 髑髏の騎士 - 038. Початок безкрайньої ночі 果てしなき夜の始まり - 039. Впалий яструб 墜ちた鷹 - 040. Кінець мрії 夢の終焉 - 041. Турнір 闘技会 - 042. Утікачі 逃亡者たち - 043. Боєць 闘者 - 044. Товариш 戦友 - 045. Сповідь 告白 - 046. Рани (1) 傷 (1) - 047. Рани (2) 傷 (2) | Епізоди - 037. Лицар-Череп 髑髏の騎士 - 038. Початок безкрайньої ночі 果てしなき夜の始まり - 039. Впалий яструб 墜ちた鷹 - 040. Кінець мрії 夢の終焉 - 041. Турнір 闘技会 - 042. Утікачі 逃亡者たち - 043. Боєць 闘者 - 044. Товариш 戦友 - 045. Сповідь 告白 - 046. Рани (1) 傷 (1) - 047. Рани (2) 傷 (2) | ISBN - Японія ISBN 978-4-592-13691-0 - США ISBN 1-59307-330-5 На обкладинці - Ґатс - Сілат                                                                                                 | ISBN - Японія ISBN 978-4-592-13691-0 - США ISBN 1-59307-330-5 На обкладинці - Ґатс - Сілат                                                                                                 | ISBN - Японія ISBN 978-4-592-13691-0 - США ISBN 1-59307-330-5 На обкладинці - Ґатс - Сілат                                                                                                 |  |
| | | | | | |  |
| | | 10 | 30 вересня 1995 | 25 січня 2006 | |  |
| Епізоди - 048. Іскри вістря 切っ先の火花 - 049. Проникнення у Віндхам (1) ウインダム潜入 (1) - 050. Проникнення у Віндхам (2) ウインダム潜入 (2) - 051. Переддень Торжества (1) 前夜祭 (1) - 052. Переддень Торжества (2) 前夜祭 (2) - 053. Тисячолітній наділ 千年封土 - 054. Возз'єднання в безодні 深淵の再会 - 055. Кривавий шлях 血路 - 056. Бакірака (1) バーキラカ (1) - 057. Бакірака (2) バーキラカ (2) - 058. Квітка кам'яного замку 石の王城の花   | Епізоди - 048. Іскри вістря 切っ先の火花 - 049. Проникнення у Віндхам (1) ウインダム潜入 (1) - 050. Проникнення у Віндхам (2) ウインダム潜入 (2) - 051. Переддень Торжества (1) 前夜祭 (1) - 052. Переддень Торжества (2) 前夜祭 (2) - 053. Тисячолітній наділ 千年封土 - 054. Возз'єднання в безодні 深淵の再会 - 055. Кривавий шлях 血路 - 056. Бакірака (1) バーキラカ (1) - 057. Бакірака (2) バーキラカ (2) - 058. Квітка кам'яного замку 石の王城の花   | Епізоди - 048. Іскри вістря 切っ先の火花 - 049. Проникнення у Віндхам (1) ウインダム潜入 (1) - 050. Проникнення у Віндхам (2) ウインダム潜入 (2) - 051. Переддень Торжества (1) 前夜祭 (1) - 052. Переддень Торжества (2) 前夜祭 (2) - 053. Тисячолітній наділ 千年封土 - 054. Возз'єднання в безодні 深淵の再会 - 055. Кривавий шлях 血路 - 056. Бакірака (1) バーキラカ (1) - 057. Бакірака (2) バーキラカ (2) - 058. Квітка кам'яного замку 石の王城の花   | ISBN - Японія ISBN 978-4-592-13692-7 - США ISBN 1-59307-331-3 На обкладинці - Ґатс - Лицар-Скелет                                                                                          | ISBN - Японія ISBN 978-4-592-13692-7 - США ISBN 1-59307-331-3 На обкладинці - Ґатс - Лицар-Скелет                                                                                          | ISBN - Японія ISBN 978-4-592-13692-7 - США ISBN 1-59307-331-3 На обкладинці - Ґатс - Лицар-Скелет                                                                                          |  |
| | | | | | |  |
| | | 11 | 29 березня 1996 | 12 квітня 2006 | |  |
| Епізоди - 059. Пекельні пси (1) 魔犬 (1) - 060. Пекельні пси (2) 魔犬 (2) - 061. Пекельні пси (3) 魔犬 (3) - 062. Пекельні пси (4) 魔犬 (4) - 063. Рев звіра 狂獣咆哮 - 064. Трагедія в лісі 惨劇の森 - 065. Смертельна битва (1) 死闘 (1) - 066. Смертельна битва (2) 死闘 (2) - 067. Обладунок на грудях 甲冑は胸に - 068. Прибулець 飛来者 - 069. Повернення Безсмертного 不死者再び                                                                       | Епізоди - 059. Пекельні пси (1) 魔犬 (1) - 060. Пекельні пси (2) 魔犬 (2) - 061. Пекельні пси (3) 魔犬 (3) - 062. Пекельні пси (4) 魔犬 (4) - 063. Рев звіра 狂獣咆哮 - 064. Трагедія в лісі 惨劇の森 - 065. Смертельна битва (1) 死闘 (1) - 066. Смертельна битва (2) 死闘 (2) - 067. Обладунок на грудях 甲冑は胸に - 068. Прибулець 飛来者 - 069. Повернення Безсмертного 不死者再び                                                                       | Епізоди - 059. Пекельні пси (1) 魔犬 (1) - 060. Пекельні пси (2) 魔犬 (2) - 061. Пекельні пси (3) 魔犬 (3) - 062. Пекельні пси (4) 魔犬 (4) - 063. Рев звіра 狂獣咆哮 - 064. Трагедія в лісі 惨劇の森 - 065. Смертельна битва (1) 死闘 (1) - 066. Смертельна битва (2) 死闘 (2) - 067. Обладунок на грудях 甲冑は胸に - 068. Прибулець 飛来者 - 069. Повернення Безсмертного 不死者再び                                                                       | ISBN - Японія ISBN 978-4-592-13693-4 - США ISBN 1-59307-470-0 На обкладинці - Ґатс - Зодд                                                                                                  | ISBN - Японія ISBN 978-4-592-13693-4 - США ISBN 1-59307-470-0 На обкладинці - Ґатс - Зодд                                                                                                  | ISBN - Японія ISBN 978-4-592-13693-4 - США ISBN 1-59307-470-0 На обкладинці - Ґатс - Зодд                                                                                                  |  |
| | | | | | |  |
| | | 12 | 30 вересня 1996 | 12 липня 2006 | |  |
| епізоди - 070. Реквієм вітру 風の鎮魂歌 - 071. Вояки сутінок 黄昏の戦士達 - 072. На алеях дитинства 路地裏の少年 - 073. Затемнення 蝕 - 074. Обіцяний час 約束の刻 - 075. Пришестя 降臨 - 076. Сотня знедолених демонів 人外百鬼 - 077. Замок 城 - 078. Прощання 決別 - 079. Бенкет 宴 | епізоди - 070. Реквієм вітру 風の鎮魂歌 - 071. Вояки сутінок 黄昏の戦士達 - 072. На алеях дитинства 路地裏の少年 - 073. Затемнення 蝕 - 074. Обіцяний час 約束の刻 - 075. Пришестя 降臨 - 076. Сотня знедолених демонів 人外百鬼 - 077. Замок 城 - 078. Прощання 決別 - 079. Бенкет 宴 | епізоди - 070. Реквієм вітру 風の鎮魂歌 - 071. Вояки сутінок 黄昏の戦士達 - 072. На алеях дитинства 路地裏の少年 - 073. Затемнення 蝕 - 074. Обіцяний час 約束の刻 - 075. Пришестя 降臨 - 076. Сотня знедолених демонів 人外百鬼 - 077. Замок 城 - 078. Прощання 決別 - 079. Бенкет 宴 | ISBN - Японія ISBN 978-4-592-13694-1 - США ISBN 1-59-307482-0 На обкладинці - Фемто | ISBN - Японія ISBN 978-4-592-13694-1 - США ISBN 1-59-307482-0 На обкладинці - Фемто | ISBN - Японія ISBN 978-4-592-13694-1 - США ISBN 1-59-307482-0 На обкладинці - Фемто |  |
| | | | | | |  |
| | | 13 | 31 березня 1997 | 27 вересня 2006 | |  |
| Епізоди - 080. Смертельний ураган (1) 死の嵐 (1) - 081. Смертельний ураган (2) 死の嵐 (2) - 082. Бог Безодні 深淵の神 - 084. Свіжа кров 鮮血 - 085. Ембріон 胎動 - 086. Народження 誕生 - 087. Останній погляд правого ока 右目の残照 - 088. Втеча 脱出 - 089. Пробудження в кошмарі 悪夢にめざめて - 090. Біг 疾走 - 091. Обітниця відплати 反撃の誓い | Епізоди - 080. Смертельний ураган (1) 死の嵐 (1) - 081. Смертельний ураган (2) 死の嵐 (2) - 082. Бог Безодні 深淵の神 - 084. Свіжа кров 鮮血 - 085. Ембріон 胎動 - 086. Народження 誕生 - 087. Останній погляд правого ока 右目の残照 - 088. Втеча 脱出 - 089. Пробудження в кошмарі 悪夢にめざめて - 090. Біг 疾走 - 091. Обітниця відплати 反撃の誓い | Епізоди - 080. Смертельний ураган (1) 死の嵐 (1) - 081. Смертельний ураган (2) 死の嵐 (2) - 082. Бог Безодні 深淵の神 - 084. Свіжа кров 鮮血 - 085. Ембріон 胎動 - 086. Народження 誕生 - 087. Останній погляд правого ока 右目の残照 - 088. Втеча 脱出 - 089. Пробудження в кошмарі 悪夢にめざめて - 090. Біг 疾走 - 091. Обітниця відплати 反撃の誓い | ISBN - Японія ISBN 978-4-592-13695-8 - США ISBN 1-59307-500-6 На обкладинці - Ґатс - Каска - Фемто Примітки Епізод 83, який називався Бог Безодні (2) 深淵の神 (2), був виключений з тому. | ISBN - Японія ISBN 978-4-592-13695-8 - США ISBN 1-59307-500-6 На обкладинці - Ґатс - Каска - Фемто Примітки Епізод 83, який називався Бог Безодні (2) 深淵の神 (2), був виключений з тому. | ISBN - Японія ISBN 978-4-592-13695-8 - США ISBN 1-59307-500-6 На обкладинці - Ґатс - Каска - Фемто Примітки Епізод 83, який називався Бог Безодні (2) 深淵の神 (2), був виключений з тому. |  |
| | | | | | |  |
| | | 14 | 30 вересня 1997 | 6 грудня 2006 | |  |
| Епізоди - 092. Немовля Демона 幼魔 - 093. Зброя 武装 - 094. Мисливець на драконів ドラゴンを狩る者 | Епізоди - 092. Немовля Демона 幼魔 - 093. Зброя 武装 - 094. Мисливець на драконів ドラゴンを狩る者 | Епізоди - 092. Немовля Демона 幼魔 - 093. Зброя 武装 - 094. Мисливець на драконів ドラゴンを狩る者 | ISBN - Японія ISBN 978-4-592-13696-5 - США ISBN 1-59307-501-4 На обкладинці - Ґатс - Пак Примітки До цього тому, як бонус, входить Berserk Prototype                                       | ISBN - Японія ISBN 978-4-592-13696-5 - США ISBN 1-59307-501-4 На обкладинці - Ґатс - Пак Примітки До цього тому, як бонус, входить Berserk Prototype                                       | ISBN - Японія ISBN 978-4-592-13696-5 - США ISBN 1-59307-501-4 На обкладинці - Ґатс - Пак Примітки До цього тому, як бонус, входить Berserk Prototype                                       |  |
| | | | ISBN - Японія ISBN 978-4-592-13696-5 - США ISBN 1-59307-501-4 На обкладинці - Ґатс - Пак Примітки До цього тому, як бонус, входить Berserk Prototype                                       | ISBN - Японія ISBN 978-4-592-13696-5 - США ISBN 1-59307-501-4 На обкладинці - Ґатс - Пак Примітки До цього тому, як бонус, входить Berserk Prototype                                       | ISBN - Японія ISBN 978-4-592-13696-5 - США ISBN 1-59307-501-4 На обкладинці - Ґатс - Пак Примітки До цього тому, як бонус, входить Berserk Prototype                                       |  |
| | - 095. Повернення Чорного Мечника 黒い剣士、再び - 096. Ельфи Туманної Долини 霧の谷の妖精 - 097. Джілл ジル - 098. Втрачені діти прилітають 飛来 - 099. Ельфи-комахи 妖虫 | | ISBN - Японія ISBN 978-4-592-13696-5 - США ISBN 1-59307-501-4 На обкладинці - Ґатс - Пак Примітки До цього тому, як бонус, входить Berserk Prototype                                       | ISBN - Японія ISBN 978-4-592-13696-5 - США ISBN 1-59307-501-4 На обкладинці - Ґатс - Пак Примітки До цього тому, як бонус, входить Berserk Prototype                                       | ISBN - Японія ISBN 978-4-592-13696-5 - США ISBN 1-59307-501-4 На обкладинці - Ґатс - Пак Примітки До цього тому, як бонус, входить Berserk Prototype                                       |  |
| | | | | | |  |
| | | 15 | 30 січня 1998 | 31 січня 2007 | |  |
| Епізоди - 100. Королева 女王 - 101. Блукаючі вогні 鬼火 - 102. Червоноокий Піркаф 赤い目のピーカフ - 103. Спогади дитинства 追憶の少女 - 104. Земля крил 羽あるものの世界 - 105. Охоронці (1) 守護者 (1) - 106. Охоронці (2) 守護者 (2) - 107. Переслідувачі 追跡者 - 108. Туманна Долина (1) 霧の谷 (1) - 109. Туманна Долина (2) 霧の谷 (2) - 110. Кокон 繭                                                                                                 | Епізоди - 100. Королева 女王 - 101. Блукаючі вогні 鬼火 - 102. Червоноокий Піркаф 赤い目のピーカフ - 103. Спогади дитинства 追憶の少女 - 104. Земля крил 羽あるものの世界 - 105. Охоронці (1) 守護者 (1) - 106. Охоронці (2) 守護者 (2) - 107. Переслідувачі 追跡者 - 108. Туманна Долина (1) 霧の谷 (1) - 109. Туманна Долина (2) 霧の谷 (2) - 110. Кокон 繭                                                                                                 | Епізоди - 100. Королева 女王 - 101. Блукаючі вогні 鬼火 - 102. Червоноокий Піркаф 赤い目のピーカフ - 103. Спогади дитинства 追憶の少女 - 104. Земля крил 羽あるものの世界 - 105. Охоронці (1) 守護者 (1) - 106. Охоронці (2) 守護者 (2) - 107. Переслідувачі 追跡者 - 108. Туманна Долина (1) 霧の谷 (1) - 109. Туманна Долина (2) 霧の谷 (2) - 110. Кокон 繭                                                                                                 | ISBN - Японія ISBN 978-4-592-13697-2 - США ISBN 1-59307-577-4 На обкладинці - Ґатс - Росіна                                                                                                | ISBN - Японія ISBN 978-4-592-13697-2 - США ISBN 1-59307-577-4 На обкладинці - Ґатс - Росіна                                                                                                | ISBN - Японія ISBN 978-4-592-13697-2 - США ISBN 1-59307-577-4 На обкладинці - Ґатс - Росіна                                                                                                |  |
| | | | | | |  |
| | | 16 | 31 серпня 1998 | 30 травня 2007 | |  |
| Епізоди - 111. Чудовисько 怪物 - 112. Зло в повітрі 空魔 - 113. Свіжа кров у вечірньому небі 鮮血の夜空 - 114. Битва демона та людини 魔と人の狭間 - 115. Світляк 蛍 - 116. Дорога додому 家路 - 117. Ельф у блакитному небі 青空の妖精 | Епізоди - 111. Чудовисько 怪物 - 112. Зло в повітрі 空魔 - 113. Свіжа кров у вечірньому небі 鮮血の夜空 - 114. Битва демона та людини 魔と人の狭間 - 115. Світляк 蛍 - 116. Дорога додому 家路 - 117. Ельф у блакитному небі 青空の妖精 | Епізоди - 111. Чудовисько 怪物 - 112. Зло в повітрі 空魔 - 113. Свіжа кров у вечірньому небі 鮮血の夜空 - 114. Битва демона та людини 魔と人の狭間 - 115. Світляк 蛍 - 116. Дорога додому 家路 - 117. Ельф у блакитному небі 青空の妖精 | ISBN - Японія ISBN 978-4-592-13698-9 - США ISBN 1-59307-706-8 На обкладинці - Ґатс | ISBN - Японія ISBN 978-4-592-13698-9 - США ISBN 1-59307-706-8 На обкладинці - Ґатс | ISBN - Японія ISBN 978-4-592-13698-9 - США ISBN 1-59307-706-8 На обкладинці - Ґатс |  |
| | | | ISBN - Японія ISBN 978-4-592-13698-9 - США ISBN 1-59307-706-8 На обкладинці - Ґатс | ISBN - Японія ISBN 978-4-592-13698-9 - США ISBN 1-59307-706-8 На обкладинці - Ґатс | ISBN - Японія ISBN 978-4-592-13698-9 - США ISBN 1-59307-706-8 На обкладинці - Ґатс |  |
| - 118. Звір темряви 闇の獣 - 119. Лицарі Святих Залізних Ланцюгів (1) 聖鉄鎖騎士団 (1) - 120. Лицарі Святих Залізних Ланцюгів (2) 聖鉄鎖騎士団 (2) - 121. Порожня ікона 空洞の偶像 | | | ISBN - Японія ISBN 978-4-592-13698-9 - США ISBN 1-59307-706-8 На обкладинці - Ґатс | ISBN - Японія ISBN 978-4-592-13698-9 - США ISBN 1-59307-706-8 На обкладинці - Ґатс | ISBN - Японія ISBN 978-4-592-13698-9 - США ISBN 1-59307-706-8 На обкладинці - Ґатс |  |
| | | | | | |  |
| | | 17 | 5 квітня 1999 | 28 березня 2007 | |  |
| Епізоди - 122. Привид 見ざる者 - 123. Дива в пітьмі 奇跡の夜 - 124. Минуле та майбутнє 去来 - 125. Істина у світлі ранку 真実の朝 | Епізоди - 122. Привид 見ざる者 - 123. Дива в пітьмі 奇跡の夜 - 124. Минуле та майбутнє 去来 - 125. Істина у світлі ранку 真実の朝 | Епізоди - 122. Привид 見ざる者 - 123. Дива в пітьмі 奇跡の夜 - 124. Минуле та майбутнє 去来 - 125. Істина у світлі ранку 真実の朝 | ISBN - Японія ISBN 978-4-592-13699-6 - США ISBN 1-59307-742-4 На обкладинці - Ґатс - Пак                                                                                                   | ISBN - Японія ISBN 978-4-592-13699-6 - США ISBN 1-59307-742-4 На обкладинці - Ґатс - Пак                                                                                                   | ISBN - Японія ISBN 978-4-592-13699-6 - США ISBN 1-59307-742-4 На обкладинці - Ґатс - Пак                                                                                                   |  |
| | | | ISBN - Японія ISBN 978-4-592-13699-6 - США ISBN 1-59307-742-4 На обкладинці - Ґатс - Пак                                                                                                   | ISBN - Японія ISBN 978-4-592-13699-6 - США ISBN 1-59307-742-4 На обкладинці - Ґатс - Пак                                                                                                   | ISBN - Японія ISBN 978-4-592-13699-6 - США ISBN 1-59307-742-4 На обкладинці - Ґатс - Пак                                                                                                   |  |
| - 126. Одкровення (1) 啓示 (1) - 127. Одкровення (2) 啓示 (2) - 128. Одкровення (3) 啓示 (3) - 129. Тріщина на мечі 刃の亀裂 - 130. Слабке Полум'я かよわき炎 - 131. До Святої Землі (1) 聖地へ (1) - 132. До Святої Землі (2) 聖地へ (2) | | | ISBN - Японія ISBN 978-4-592-13699-6 - США ISBN 1-59307-742-4 На обкладинці - Ґатс - Пак                                                                                                   | ISBN - Японія ISBN 978-4-592-13699-6 - США ISBN 1-59307-742-4 На обкладинці - Ґатс - Пак                                                                                                   | ISBN - Японія ISBN 978-4-592-13699-6 - США ISBN 1-59307-742-4 На обкладинці - Ґатс - Пак                                                                                                   |  |
| | | | | | |  |
| | | 18 | 5 жовтня 1999 | 25 липня 2007 | |  |
| Епізоди - 133. Кушанські розвідники (1) クシャーン斥候 (1) - 134. Кушанські розвідники (2) クシャーン斥候 (2) - 135. Тінь башти (1) 影の塔 (1) - 136. Тінь башти (2) 影の塔 (2) - 137. Діти темряви 影の子ら - 138. Фанатик 猛信者 - 139. Серцевина Святої Землі 聖地のはらわた - 140. Відьма 魔女 - 141. Дорога духів (1) 怪道 (1) - 142. Дорога духів (2) 怪道 (2) - 143. Стовп полум'я 炎の柱                                                              | Епізоди - 133. Кушанські розвідники (1) クシャーン斥候 (1) - 134. Кушанські розвідники (2) クシャーン斥候 (2) - 135. Тінь башти (1) 影の塔 (1) - 136. Тінь башти (2) 影の塔 (2) - 137. Діти темряви 影の子ら - 138. Фанатик 猛信者 - 139. Серцевина Святої Землі 聖地のはらわた - 140. Відьма 魔女 - 141. Дорога духів (1) 怪道 (1) - 142. Дорога духів (2) 怪道 (2) - 143. Стовп полум'я 炎の柱                                                              | Епізоди - 133. Кушанські розвідники (1) クシャーン斥候 (1) - 134. Кушанські розвідники (2) クシャーン斥候 (2) - 135. Тінь башти (1) 影の塔 (1) - 136. Тінь башти (2) 影の塔 (2) - 137. Діти темряви 影の子ら - 138. Фанатик 猛信者 - 139. Серцевина Святої Землі 聖地のはらわた - 140. Відьма 魔女 - 141. Дорога духів (1) 怪道 (1) - 142. Дорога духів (2) 怪道 (2) - 143. Стовп полум'я 炎の柱                                                              | ISBN - Японія ISBN 978-4-592-13716-0 - США ISBN 1-59307-743-2 На обкладинці - Ґатс - Зодд - Пак - Ґриффіт                                                                                  | ISBN - Японія ISBN 978-4-592-13716-0 - США ISBN 1-59307-743-2 На обкладинці - Ґатс - Зодд - Пак - Ґриффіт                                                                                  | ISBN - Японія ISBN 978-4-592-13716-0 - США ISBN 1-59307-743-2 На обкладинці - Ґатс - Зодд - Пак - Ґриффіт                                                                                  |  |
| | | | | | |  |
| | | 19 | 5 квітня 2000 | 26 вересня 2007 | |  |
| Епізоди - 144. Чорний Мечник у святій землі 聖地の黒い剣士 - 145. Блукання наосліп 迷走 - 146. Честолюбний хлопчик 野望少年 - 147. Печера зла 魔窟 - 148. Зустріч 再会 - 149. Засідка 伏兵 - 150. На скелі 断崖 - 151. Полонені 虜囚 - 152. Залізна Діва 鉄の処女 - 153. Кров мертвих (1) 亡者の血流 (1) - 154. Кров мертвих (2) 亡者の血流 (2) | Епізоди - 144. Чорний Мечник у святій землі 聖地の黒い剣士 - 145. Блукання наосліп 迷走 - 146. Честолюбний хлопчик 野望少年 - 147. Печера зла 魔窟 - 148. Зустріч 再会 - 149. Засідка 伏兵 - 150. На скелі 断崖 - 151. Полонені 虜囚 - 152. Залізна Діва 鉄の処女 - 153. Кров мертвих (1) 亡者の血流 (1) - 154. Кров мертвих (2) 亡者の血流 (2) | Епізоди - 144. Чорний Мечник у святій землі 聖地の黒い剣士 - 145. Блукання наосліп 迷走 - 146. Честолюбний хлопчик 野望少年 - 147. Печера зла 魔窟 - 148. Зустріч 再会 - 149. Засідка 伏兵 - 150. На скелі 断崖 - 151. Полонені 虜囚 - 152. Залізна Діва 鉄の処女 - 153. Кров мертвих (1) 亡者の血流 (1) - 154. Кров мертвих (2) 亡者の血流 (2) | ISBN - Японія ISBN 978-4-592-13717-7 - США ISBN 1-59307-744-0 На обкладинці - Ґатс | ISBN - Японія ISBN 978-4-592-13717-7 - США ISBN 1-59307-744-0 На обкладинці - Ґатс | ISBN - Японія ISBN 978-4-592-13717-7 - США ISBN 1-59307-744-0 На обкладинці - Ґатс |  |
| | | | | | |  |
| | | 20 | 5 листопада 2000 | 21 листопада 2007 | |  |
| Епізоди - 155. Павукова мережа 蜘蛛の糸 - 156. Здіймаючись у небеса і падаючи в безодню 頂に舞うもの底に這うもの - 157. Пекельні янголи ヘルス・エンジェルス - 158. Забутий під землею 底の底の知られぬ者 - 159. Наляканий 脅えし者 - 160. Затемнення 兆し - 161. Мученик 殉教 - 162. Розпад 崩壊 - 163. Тінь Ідеї (1) イデアの影 (1) - 164. Тінь Ідеї (2) イデアの影 (2) - 165. Тінь Ідеї (3) イデアの影 (3)                                                 | Епізоди - 155. Павукова мережа 蜘蛛の糸 - 156. Здіймаючись у небеса і падаючи в безодню 頂に舞うもの底に這うもの - 157. Пекельні янголи ヘルス・エンジェルス - 158. Забутий під землею 底の底の知られぬ者 - 159. Наляканий 脅えし者 - 160. Затемнення 兆し - 161. Мученик 殉教 - 162. Розпад 崩壊 - 163. Тінь Ідеї (1) イデアの影 (1) - 164. Тінь Ідеї (2) イデアの影 (2) - 165. Тінь Ідеї (3) イデアの影 (3)                                                 | Епізоди - 155. Павукова мережа 蜘蛛の糸 - 156. Здіймаючись у небеса і падаючи в безодню 頂に舞うもの底に這うもの - 157. Пекельні янголи ヘルス・エンジェルス - 158. Забутий під землею 底の底の知られぬ者 - 159. Наляканий 脅えし者 - 160. Затемнення 兆し - 161. Мученик 殉教 - 162. Розпад 崩壊 - 163. Тінь Ідеї (1) イデアの影 (1) - 164. Тінь Ідеї (2) イデアの影 (2) - 165. Тінь Ідеї (3) イデアの影 (3)                                                 | ISBN - Японія ISBN 978-4-592-13718-4 - США ISBN 1-59307-745-9 На обкладинці - Каска | ISBN - Японія ISBN 978-4-592-13718-4 - США ISBN 1-59307-745-9 На обкладинці - Каска | ISBN - Японія ISBN 978-4-592-13718-4 - США ISBN 1-59307-745-9 На обкладинці - Каска |  |
| | | | | | |  |
| | | 21 | 5 червня 2001 | 23 січня 2008 | |  |
| Епізоди - 166. Стрибок риби 跳魚 - 167. Страшний священик (1) 怪僧 (1) - 168. Страшний священик (2) 怪僧 (2) - 169. Той, хто сподівається, і той, хто б'ється 縋る者もがく者 - 170. Хвиля темряви (1) 闇の津波 (1) - 171. Хвиля темряви (2) 闇の津波 (2) - 172. Резонанс 共鳴 - 173. Той, що впав з неба 天墜つ - 174. Світанок 暁 - 175. Поява 出現 - 176. Завершення і від'їзд 決意と旅立ち                                                                 | Епізоди - 166. Стрибок риби 跳魚 - 167. Страшний священик (1) 怪僧 (1) - 168. Страшний священик (2) 怪僧 (2) - 169. Той, хто сподівається, і той, хто б'ється 縋る者もがく者 - 170. Хвиля темряви (1) 闇の津波 (1) - 171. Хвиля темряви (2) 闇の津波 (2) - 172. Резонанс 共鳴 - 173. Той, що впав з неба 天墜つ - 174. Світанок 暁 - 175. Поява 出現 - 176. Завершення і від'їзд 決意と旅立ち                                                                 | Епізоди - 166. Стрибок риби 跳魚 - 167. Страшний священик (1) 怪僧 (1) - 168. Страшний священик (2) 怪僧 (2) - 169. Той, хто сподівається, і той, хто б'ється 縋る者もがく者 - 170. Хвиля темряви (1) 闇の津波 (1) - 171. Хвиля темряви (2) 闇の津波 (2) - 172. Резонанс 共鳴 - 173. Той, що впав з неба 天墜つ - 174. Світанок 暁 - 175. Поява 出現 - 176. Завершення і від'їзд 決意と旅立ち                                                                 | ISBN - Японія ISBN 978-4-592-13719-1 - США ISBN 1-59307-746-7 На обкладинці - Ґриффіт | ISBN - Японія ISBN 978-4-592-13719-1 - США ISBN 1-59307-746-7 На обкладинці - Ґриффіт | ISBN - Японія ISBN 978-4-592-13719-1 - США ISBN 1-59307-746-7 На обкладинці - Ґриффіт |  |
| | | | | | |  |
| | | | 22 | 24 грудня 2001 | 26 березня 2008 |  |
| Епізоди - 179. Роздертий світ ほころぶ世界 - 180. Зустріч на пагорбі Мечів 剣の丘の再会 - 181. Звір-мечник проти Чорного Мечника 獣剣士対黒い剣士 - 182. Незмінний 不変 - 183. Прелюдія до війни 戦記の序章 - 184. Кушани атакують クシャーン猛襲 - 185. Вітер змін (1) 鬨の風 (1) - 186. Вітер змін (2) 鬨の風 (2) - 177. Сніг, вогонь і … (1) 雪と炎と/前篇 - 178. Сніг, вогонь і … (2) 雪と炎と/後篇                                                       | Епізоди - 179. Роздертий світ ほころぶ世界 - 180. Зустріч на пагорбі Мечів 剣の丘の再会 - 181. Звір-мечник проти Чорного Мечника 獣剣士対黒い剣士 - 182. Незмінний 不変 - 183. Прелюдія до війни 戦記の序章 - 184. Кушани атакують クシャーン猛襲 - 185. Вітер змін (1) 鬨の風 (1) - 186. Вітер змін (2) 鬨の風 (2) - 177. Сніг, вогонь і … (1) 雪と炎と/前篇 - 178. Сніг, вогонь і … (2) 雪と炎と/後篇                                                       | Епізоди - 179. Роздертий світ ほころぶ世界 - 180. Зустріч на пагорбі Мечів 剣の丘の再会 - 181. Звір-мечник проти Чорного Мечника 獣剣士対黒い剣士 - 182. Незмінний 不変 - 183. Прелюдія до війни 戦記の序章 - 184. Кушани атакують クシャーン猛襲 - 185. Вітер змін (1) 鬨の風 (1) - 186. Вітер змін (2) 鬨の風 (2) - 177. Сніг, вогонь і … (1) 雪と炎と/前篇 - 178. Сніг, вогонь і … (2) 雪と炎と/後篇                                                       | ISBN - Японія ISBN 978-4-592-13720-7 - США ISBN 1-59307-863-3 На обкладинці - Ґатс - Ґриффіт Примітки Епізоди 177 та 178 розташовані в кінці танкобону.                                    | ISBN - Японія ISBN 978-4-592-13720-7 - США ISBN 1-59307-863-3 На обкладинці - Ґатс - Ґриффіт Примітки Епізоди 177 та 178 розташовані в кінці танкобону.                                    | ISBN - Японія ISBN 978-4-592-13720-7 - США ISBN 1-59307-863-3 На обкладинці - Ґатс - Ґриффіт Примітки Епізоди 177 та 178 розташовані в кінці танкобону.                                    |  |
| | | | | | |  |
| | | 23 | 5 липня 2002 | 28 травня 2008 | |  |
| Епізоди - 187. Зимова подорож (1) 冬の旅路 (1) - 188. Зимова подорож (2) 冬の旅路 (2) - 189. Пролитий Час こぼれた時間 - 190. Мої ікла 我牙 - 191. Зустріч на рівнині 荒れ野の再会 - 192. Армія демонів 戦魔 - 193. Прапор літаючого меча 飛剣の御旗 - 194. Крила світла і темряви 光と闇の翼 - 195. Ніч зорепаду 星降る夜 - 196. Як дитина 嬰児の如く | Епізоди - 187. Зимова подорож (1) 冬の旅路 (1) - 188. Зимова подорож (2) 冬の旅路 (2) - 189. Пролитий Час こぼれた時間 - 190. Мої ікла 我牙 - 191. Зустріч на рівнині 荒れ野の再会 - 192. Армія демонів 戦魔 - 193. Прапор літаючого меча 飛剣の御旗 - 194. Крила світла і темряви 光と闇の翼 - 195. Ніч зорепаду 星降る夜 - 196. Як дитина 嬰児の如く | Епізоди - 187. Зимова подорож (1) 冬の旅路 (1) - 188. Зимова подорож (2) 冬の旅路 (2) - 189. Пролитий Час こぼれた時間 - 190. Мої ікла 我牙 - 191. Зустріч на рівнині 荒れ野の再会 - 192. Армія демонів 戦魔 - 193. Прапор літаючого меча 飛剣の御旗 - 194. Крила світла і темряви 光と闇の翼 - 195. Ніч зорепаду 星降る夜 - 196. Як дитина 嬰児の如く | ISBN - Японія ISBN 978-4-592-13721-4 - США ISBN 1-59307-864-1 На обкладинці - Ґатс - Каска - Ґриффіт - Зодд - Локус - Ракшас                                                               | ISBN - Японія ISBN 978-4-592-13721-4 - США ISBN 1-59307-864-1 На обкладинці - Ґатс - Каска - Ґриффіт - Зодд - Локус - Ракшас                                                               | ISBN - Японія ISBN 978-4-592-13721-4 - США ISBN 1-59307-864-1 На обкладинці - Ґатс - Каска - Ґриффіт - Зодд - Локус - Ракшас                                                               |  |
| | | | | | |  |
| | | 24 | 24 грудня 2002 | 23 липня 2008 | |  |
| Епізоди - 197. Тролі 獣鬼 - 198. Відьма 魔女 - 199. Палац священного лісу (1) 霊樹の館 (1) - 200. Палац священного лісу (2) 霊樹の館 (2) - 201. Світ духів 幽界 - 202. Магічний камінь 魔石 - 203. Елементалі 元素霊 - 204. Село Єнох イーノック村 - 205. Пихатість та спогади 野望と追憶 - 206. Напад тролів 獣鬼襲来 | Епізоди - 197. Тролі 獣鬼 - 198. Відьма 魔女 - 199. Палац священного лісу (1) 霊樹の館 (1) - 200. Палац священного лісу (2) 霊樹の館 (2) - 201. Світ духів 幽界 - 202. Магічний камінь 魔石 - 203. Елементалі 元素霊 - 204. Село Єнох イーノック村 - 205. Пихатість та спогади 野望と追憶 - 206. Напад тролів 獣鬼襲来 | Епізоди - 197. Тролі 獣鬼 - 198. Відьма 魔女 - 199. Палац священного лісу (1) 霊樹の館 (1) - 200. Палац священного лісу (2) 霊樹の館 (2) - 201. Світ духів 幽界 - 202. Магічний камінь 魔石 - 203. Елементалі 元素霊 - 204. Село Єнох イーノック村 - 205. Пихатість та спогади 野望と追憶 - 206. Напад тролів 獣鬼襲来 | ISBN - Японія ISBN 978-4-592-13722-1 - США ISBN 1-59307-865-X На обкладинці - Ісідро - Пак - Серпіко - Фарнеза - Каска - Ґатс                                                              | ISBN - Японія ISBN 978-4-592-13722-1 - США ISBN 1-59307-865-X На обкладинці - Ісідро - Пак - Серпіко - Фарнеза - Каска - Ґатс                                                              | ISBN - Японія ISBN 978-4-592-13722-1 - США ISBN 1-59307-865-X На обкладинці - Ісідро - Пак - Серпіко - Фарнеза - Каска - Ґатс                                                              |  |
| | | | | | |  |
| | | 25 | 5 липня 2003 | 24 вересня 2008 | |  |
| Епізоди - 207. Магічний меч 魔法の剣 - 208. Дзеркало гріхів 罪の鏡 - 209. Магія 魔術 - 210. Таїнство молитви 祈りの奥義 - 211. Орда зла (1) 魔群 (1) - 212. Орда зла (2) 魔群 (2) - 213. Потік 激流 - 214. Магія духів シャーマン - 215. Темрява 闇 - 216. Погана 汚濁 | Епізоди - 207. Магічний меч 魔法の剣 - 208. Дзеркало гріхів 罪の鏡 - 209. Магія 魔術 - 210. Таїнство молитви 祈りの奥義 - 211. Орда зла (1) 魔群 (1) - 212. Орда зла (2) 魔群 (2) - 213. Потік 激流 - 214. Магія духів シャーマン - 215. Темрява 闇 - 216. Погана 汚濁 | Епізоди - 207. Магічний меч 魔法の剣 - 208. Дзеркало гріхів 罪の鏡 - 209. Магія 魔術 - 210. Таїнство молитви 祈りの奥義 - 211. Орда зла (1) 魔群 (1) - 212. Орда зла (2) 魔群 (2) - 213. Потік 激流 - 214. Магія духів シャーマン - 215. Темрява 闇 - 216. Погана 汚濁 | ISBN - Японія ISBN 978-4-592-13723-8 На обкладинці - Ґатс - Ширке - Еварелла - Серпіко - Ісідро - Фарнеза - Каска                                                                          | ISBN - Японія ISBN 978-4-592-13723-8 На обкладинці - Ґатс - Ширке - Еварелла - Серпіко - Ісідро - Фарнеза - Каска                                                                          | ISBN - Японія ISBN 978-4-592-13723-8 На обкладинці - Ґатс - Ширке - Еварелла - Серпіко - Ісідро - Фарнеза - Каска                                                                          |  |
| | | | | | |  |
| | | 26 | 24 грудня 2003 | 26 листопада 2008 | |  |
| Епізоди - 217. Подяка 報い(むくい) - 218. Позбавлення 報い(すくい) - 219. Ворота пекла 黄泉のほとり - 220. Принцеса ембріонального моря 胎海の娼姫 - 221. Соратники 道連 - 222. Слід кігтів 爪痕 - 223. Полум'я (1) 炎上 (1) - 224. Полум'я (2) 炎上 (2) - 225. Обладунки берсерка (1) 狂戦士の甲冑 (1) - 226. Обладунки берсерка (2) 狂戦士の甲冑 (2) | Епізоди - 217. Подяка 報い(むくい) - 218. Позбавлення 報い(すくい) - 219. Ворота пекла 黄泉のほとり - 220. Принцеса ембріонального моря 胎海の娼姫 - 221. Соратники 道連 - 222. Слід кігтів 爪痕 - 223. Полум'я (1) 炎上 (1) - 224. Полум'я (2) 炎上 (2) - 225. Обладунки берсерка (1) 狂戦士の甲冑 (1) - 226. Обладунки берсерка (2) 狂戦士の甲冑 (2) | Епізоди - 217. Подяка 報い(むくい) - 218. Позбавлення 報い(すくい) - 219. Ворота пекла 黄泉のほとり - 220. Принцеса ембріонального моря 胎海の娼姫 - 221. Соратники 道連 - 222. Слід кігтів 爪痕 - 223. Полум'я (1) 炎上 (1) - 224. Полум'я (2) 炎上 (2) - 225. Обладунки берсерка (1) 狂戦士の甲冑 (1) - 226. Обладунки берсерка (2) 狂戦士の甲冑 (2) | ISBN - Японія ISBN 978-4-592-13724-5 На обкладинці - Ґатс | ISBN - Японія ISBN 978-4-592-13724-5 На обкладинці - Ґатс | ISBN - Японія ISBN 978-4-592-13724-5 На обкладинці - Ґатс |  |
| | | | | | |  |
| | | 27 | 5 серпня 2004 | 28 січня 2009 | |  |
| Епізоди - 227. Вогненний дракон 火竜 - 228. Серце пекельного полум'я 業火の底 - 229. Шлях полум'я 炎の旅立ち - 230. Місто демонів 魔城 - 231. Імператор-демон 恐帝 - 232. Дака (солдати-демони) 鬼兵 - 233. Лицар-демон 魔騎士 - 234. Демон 魔神 - 235. Пробудження сплячої принцеси 眠り姫の目覚め | Епізоди - 227. Вогненний дракон 火竜 - 228. Серце пекельного полум'я 業火の底 - 229. Шлях полум'я 炎の旅立ち - 230. Місто демонів 魔城 - 231. Імператор-демон 恐帝 - 232. Дака (солдати-демони) 鬼兵 - 233. Лицар-демон 魔騎士 - 234. Демон 魔神 - 235. Пробудження сплячої принцеси 眠り姫の目覚め | Епізоди - 227. Вогненний дракон 火竜 - 228. Серце пекельного полум'я 業火の底 - 229. Шлях полум'я 炎の旅立ち - 230. Місто демонів 魔城 - 231. Імператор-демон 恐帝 - 232. Дака (солдати-демони) 鬼兵 - 233. Лицар-демон 魔騎士 - 234. Демон 魔神 - 235. Пробудження сплячої принцеси 眠り姫の目覚め | ISBN - Японія ISBN 978-4-592-13725-2 На обкладинці - Ґатс | ISBN - Японія ISBN 978-4-592-13725-2 На обкладинці - Ґатс | ISBN - Японія ISBN 978-4-592-13725-2 На обкладинці - Ґатс |  |
| | | | ISBN - Японія ISBN 978-4-592-13725-2 На обкладинці - Ґатс | ISBN - Японія ISBN 978-4-592-13725-2 На обкладинці - Ґатс | ISBN - Японія ISBN 978-4-592-13725-2 На обкладинці - Ґатс |  |
| - 236. Гул океану 潮騒 | | | ISBN - Японія ISBN 978-4-592-13725-2 На обкладинці - Ґатс | ISBN - Японія ISBN 978-4-592-13725-2 На обкладинці - Ґатс | ISBN - Японія ISBN 978-4-592-13725-2 На обкладинці - Ґатс |  |
| | | | | | |  |
| | | 28 | 5 березня 2005 | 25 березня 2009 | |  |
| Епізоди - 237. Передбачення 告げられし兆し - 238. Місячне дитя 月下の少年 - 239. Фамільяр 使い魔 - 240. Таємничий туман 怪霧 - 241. Морське чудовисько (Макара) 怪霧 (マカラ) - 242. Шум океану 海鳴り - 243. Вища суть 超者 (ジャンアーニン) - 244. Військовий табір 鎮守府 - 245. Місто людей 人間の都市 - 246. Шуліка і сова на пристані 桟橋のトンビとフクロウ                                                                                            | Епізоди - 237. Передбачення 告げられし兆し - 238. Місячне дитя 月下の少年 - 239. Фамільяр 使い魔 - 240. Таємничий туман 怪霧 - 241. Морське чудовисько (Макара) 怪霧 (マカラ) - 242. Шум океану 海鳴り - 243. Вища суть 超者 (ジャンアーニン) - 244. Військовий табір 鎮守府 - 245. Місто людей 人間の都市 - 246. Шуліка і сова на пристані 桟橋のトンビとフクロウ                                                                                            | Епізоди - 237. Передбачення 告げられし兆し - 238. Місячне дитя 月下の少年 - 239. Фамільяр 使い魔 - 240. Таємничий туман 怪霧 - 241. Морське чудовисько (Макара) 怪霧 (マカラ) - 242. Шум океану 海鳴り - 243. Вища суть 超者 (ジャンアーニン) - 244. Військовий табір 鎮守府 - 245. Місто людей 人間の都市 - 246. Шуліка і сова на пристані 桟橋のトンビとフクロウ                                                                                            | ISBN - Японія ISBN 978-4-592-13726-9 На обкладинці - Ґатс | ISBN - Японія ISBN 978-4-592-13726-9 На обкладинці - Ґатс | ISBN - Японія ISBN 978-4-592-13726-9 На обкладинці - Ґатс |  |
| | | | | | |  |
| | | 29 | 5 жовтня 2005 | 27 травня 2009 | |  |
| Епізоди - 247. Кровопролиття 刃傷 - 248. Воїн 武者 - 249. Тиха вечеря ささやかな晩餐 - 258. Будинок 帰巣 - 250. Вандіміон ヴァンディミオン - 251. У саду 庭園にて - 252. Біла польова лілія 野の白百合 - 253. Мати 母 - 254. Бал 舞踏会 - 255. Серед колон 列柱の間 | Епізоди - 247. Кровопролиття 刃傷 - 248. Воїн 武者 - 249. Тиха вечеря ささやかな晩餐 - 258. Будинок 帰巣 - 250. Вандіміон ヴァンディミオン - 251. У саду 庭園にて - 252. Біла польова лілія 野の白百合 - 253. Мати 母 - 254. Бал 舞踏会 - 255. Серед колон 列柱の間 | Епізоди - 247. Кровопролиття 刃傷 - 248. Воїн 武者 - 249. Тиха вечеря ささやかな晩餐 - 258. Будинок 帰巣 - 250. Вандіміон ヴァンディミオン - 251. У саду 庭園にて - 252. Біла польова лілія 野の白百合 - 253. Мати 母 - 254. Бал 舞踏会 - 255. Серед колон 列柱の間 | ISBN - Японія ISBN 978-4-592-13727-6 На обкладинці - Ґатс Примітки Епізод 258 знаходиться в середині танкобону.                                                                            | ISBN - Японія ISBN 978-4-592-13727-6 На обкладинці - Ґатс Примітки Епізод 258 знаходиться в середині танкобону.                                                                            | ISBN - Японія ISBN 978-4-592-13727-6 На обкладинці - Ґатс Примітки Епізод 258 знаходиться в середині танкобону.                                                                            |  |
| | | | | | |  |
| | | 30 | 3 квітня 2006 | 29 липня 2009 | |  |
| Епізоди - 256. Дуель 決闘 - 257. Що вдягнувся владою 教圏の宗主 - 259. Диявольський тигр 妖虎 - 260. Вторгнення 乱入 - 261. Проржавіла клітка 錆びた鳥籠 - 262. Оголошення війни 宣戦布告 - 263. Поява пекельних тварюк 妖獣侵攻 - 264. Одкровення 天啓 - 265. Місто пекельних тварюк (1) 妖獣都市 (1) - 266. Місто пекельних тварюк (2) 妖獣都市 (2) | Епізоди - 256. Дуель 決闘 - 257. Що вдягнувся владою 教圏の宗主 - 259. Диявольський тигр 妖虎 - 260. Вторгнення 乱入 - 261. Проржавіла клітка 錆びた鳥籠 - 262. Оголошення війни 宣戦布告 - 263. Поява пекельних тварюк 妖獣侵攻 - 264. Одкровення 天啓 - 265. Місто пекельних тварюк (1) 妖獣都市 (1) - 266. Місто пекельних тварюк (2) 妖獣都市 (2) | Епізоди - 256. Дуель 決闘 - 257. Що вдягнувся владою 教圏の宗主 - 259. Диявольський тигр 妖虎 - 260. Вторгнення 乱入 - 261. Проржавіла клітка 錆びた鳥籠 - 262. Оголошення війни 宣戦布告 - 263. Поява пекельних тварюк 妖獣侵攻 - 264. Одкровення 天啓 - 265. Місто пекельних тварюк (1) 妖獣都市 (1) - 266. Місто пекельних тварюк (2) 妖獣都市 (2) | ISBN - Японія ISBN 978-4-592-13728-3 - США ISBN 978-1-59582-211-6 На обкладинці - Ґатс | ISBN - Японія ISBN 978-4-592-13728-3 - США ISBN 978-1-59582-211-6 На обкладинці - Ґатс | ISBN - Японія ISBN 978-4-592-13728-3 - США ISBN 978-1-59582-211-6 На обкладинці - Ґатс |  |
| | | | | | |  |
| | | 31 | 3 жовтня 2006 | 30 вересня 2009 | |  |
| Епізоди - 267. Палаюча затока 灼熱湾 - 268. Бич вогненний 火炎輪 (ブレイズ・ロッド) - 269. Чудовисько з мечем 剣獣 - 270. Верховний маг 仙将 (パラマリシヤ・センアーンイー) - 271. Східна магія 東方魔術 - 272. Що звивається в кільця 塒巻く者 - 273. Жар, що висушує 爆炎 - 274. Імператор-громовержець 雷帝 - 275. Напад армії демонів 魔軍襲来 - 276. Хмари, що затьмарили небо 叢雲                                                                      | Епізоди - 267. Палаюча затока 灼熱湾 - 268. Бич вогненний 火炎輪 (ブレイズ・ロッド) - 269. Чудовисько з мечем 剣獣 - 270. Верховний маг 仙将 (パラマリシヤ・センアーンイー) - 271. Східна магія 東方魔術 - 272. Що звивається в кільця 塒巻く者 - 273. Жар, що висушує 爆炎 - 274. Імператор-громовержець 雷帝 - 275. Напад армії демонів 魔軍襲来 - 276. Хмари, що затьмарили небо 叢雲                                                                      | Епізоди - 267. Палаюча затока 灼熱湾 - 268. Бич вогненний 火炎輪 (ブレイズ・ロッド) - 269. Чудовисько з мечем 剣獣 - 270. Верховний маг 仙将 (パラマリシヤ・センアーンイー) - 271. Східна магія 東方魔術 - 272. Що звивається в кільця 塒巻く者 - 273. Жар, що висушує 爆炎 - 274. Імператор-громовержець 雷帝 - 275. Напад армії демонів 魔軍襲来 - 276. Хмари, що затьмарили небо 叢雲                                                                      | ISBN - Японія ISBN 978-4-592-14432-8 - США ISBN 978-1-59582-366-3 На обкладинці - Ґатс | ISBN - Японія ISBN 978-4-592-14432-8 - США ISBN 978-1-59582-366-3 На обкладинці - Ґатс | ISBN - Японія ISBN 978-4-592-14432-8 - США ISBN 978-1-59582-366-3 На обкладинці - Ґатс |  |
| | | | | | |  |
| | | 32 | 22 грудня 2007 | 25 листопада 2009 | |  |
| Епізоди - 277. Жива стріла 肉弾 - 278. Підняти вітрила! 船出 - 279. Грандіозне вторгнення (1) 大侵攻 - 280. Грандіозне вторгнення (2) 大侵攻 (2) - 281. Приліт яструба 飛来 - 282. Прорив 裂ける戦場 - 283. Ураган 風巻 - 284. Армія Мідланда ミッドランド正規軍 - 285. Герой 英雄 - 286. На борту 船上にて} | Епізоди - 277. Жива стріла 肉弾 - 278. Підняти вітрила! 船出 - 279. Грандіозне вторгнення (1) 大侵攻 - 280. Грандіозне вторгнення (2) 大侵攻 (2) - 281. Приліт яструба 飛来 - 282. Прорив 裂ける戦場 - 283. Ураган 風巻 - 284. Армія Мідланда ミッドランド正規軍 - 285. Герой 英雄 - 286. На борту 船上にて} | Епізоди - 277. Жива стріла 肉弾 - 278. Підняти вітрила! 船出 - 279. Грандіозне вторгнення (1) 大侵攻 - 280. Грандіозне вторгнення (2) 大侵攻 (2) - 281. Приліт яструба 飛来 - 282. Прорив 裂ける戦場 - 283. Ураган 風巻 - 284. Армія Мідланда ミッドランド正規軍 - 285. Герой 英雄 - 286. На борту 船上にて} | ISBN - Японія ISBN 978-4-592-14431-1 - США ISBN 978-1-59582-367-0 На обкладинці - Ґатс | ISBN - Японія ISBN 978-4-592-14431-1 - США ISBN 978-1-59582-367-0 На обкладинці - Ґатс | ISBN - Японія ISBN 978-4-592-14431-1 - США ISBN 978-1-59582-367-0 На обкладинці - Ґатс |  |
| | | | | | |  |
| | | 33 | 31 жовтня 2008 | 27 січня 2010 | |  |
| Епізоди - 287. Міхури 水泡 - 288. Морська битва (1) 海戦 (1) - 289. Морська битва (2) 海戦 (2) - 290. Завивання з темряви 闇からの咆哮 - 291. Передбачливі Марення 予知夢 - 292. Мла Смерті 死の霧 - 293. Тиха темрява 静寂なる闇 - 294. Масовий від'їзд エクソダス - 295. Бог кінця 末神 - 296. Шум раю 轟天 | Епізоди - 287. Міхури 水泡 - 288. Морська битва (1) 海戦 (1) - 289. Морська битва (2) 海戦 (2) - 290. Завивання з темряви 闇からの咆哮 - 291. Передбачливі Марення 予知夢 - 292. Мла Смерті 死の霧 - 293. Тиха темрява 静寂なる闇 - 294. Масовий від'їзд エクソダス - 295. Бог кінця 末神 - 296. Шум раю 轟天 | Епізоди - 287. Міхури 水泡 - 288. Морська битва (1) 海戦 (1) - 289. Морська битва (2) 海戦 (2) - 290. Завивання з темряви 闇からの咆哮 - 291. Передбачливі Марення 予知夢 - 292. Мла Смерті 死の霧 - 293. Тиха темрява 静寂なる闇 - 294. Масовий від'їзд エクソダス - 295. Бог кінця 末神 - 296. Шум раю 轟天 | ISBN - Японія ISBN 978-4-592-14433-5 - США ISBN 978-1-59582-372-4 На обкладинці - Ґриффіт                                                                                                  | ISBN - Японія ISBN 978-4-592-14433-5 - США ISBN 978-1-59582-372-4 На обкладинці - Ґриффіт                                                                                                  | ISBN - Японія ISBN 978-4-592-14433-5 - США ISBN 978-1-59582-372-4 На обкладинці - Ґриффіт                                                                                                  |  |
| | | | | | |  |
| | | 34 | 2 жовтня 2009 | 15 вересня 2010 | |  |
| Епізоди - 297. Величезний бог сліпоти 盲目の巨神 - 298. Вільне зло 放魔 - 299. Битва проти людей 人外の戦場 - 300. Допомога яструба 鷹の巫女 - 301. Споконвічний хаос 混沌 - 302. Політ 飛翔 - 303. Задні вогні 逆光 - 304. Тріщина 亀裂 - 305. Початок 開闢 - 306. Фантазія 幻造世界 | Епізоди - 297. Величезний бог сліпоти 盲目の巨神 - 298. Вільне зло 放魔 - 299. Битва проти людей 人外の戦場 - 300. Допомога яструба 鷹の巫女 - 301. Споконвічний хаос 混沌 - 302. Політ 飛翔 - 303. Задні вогні 逆光 - 304. Тріщина 亀裂 - 305. Початок 開闢 - 306. Фантазія 幻造世界 | Епізоди - 297. Величезний бог сліпоти 盲目の巨神 - 298. Вільне зло 放魔 - 299. Битва проти людей 人外の戦場 - 300. Допомога яструба 鷹の巫女 - 301. Споконвічний хаос 混沌 - 302. Політ 飛翔 - 303. Задні вогні 逆光 - 304. Тріщина 亀裂 - 305. Початок 開闢 - 306. Фантазія 幻造世界 | ISBN - Японія ISBN 978-4-592-14434-2 - США ISBN 978-1-59582-695-4 На обкладинці - Фемто - Безсмертний Зодд                                                                                 | ISBN - Японія ISBN 978-4-592-14434-2 - США ISBN 978-1-59582-695-4 На обкладинці - Фемто - Безсмертний Зодд                                                                                 | ISBN - Японія ISBN 978-4-592-14434-2 - США ISBN 978-1-59582-695-4 На обкладинці - Фемто - Безсмертний Зодд                                                                                 |  |
| | | | | | |  |
| | | 35 | 29 вересня 2010 | 15 вересня 2010 | |  |
| | | | | | |  |
| | | | ISBN - Японія ISBN 978-1-59582-695-4 - США ISBN 978-1-59582-532-2 На обкладинці - Ґатс | | |  |
| Епізоди - 307. Фальконія ファルコニア - 308. Судно-примара 幽霊船 - 309. Судно-примара (2) 幽霊船(2) - 310. Судно-примара (3) 幽霊船(3) - 311. Самотній острів 孤島 - 312. Дівча з ревливої водоверті 鳴る瀬ろの娘 - 313. Мешканці лиховісного моря 禍海の者共 - 314. Людсьі щупальця 人触手 - 315. Корабель зі щупальцями 触手船 | | | | | |  |
| | | | | | |  |
| | | 36 | 23 вересня 2011 | 19 вересня 2012 | |  |
| Епізоди - 316. Повний місяць (1) 満月(1) - 317. Повний місяць (2) 満月(2) - 318. Звіролюд 獣士 - 319. Морський бог (1) 海神(1) - 320. Морський бог (2) 海神(2) - 321. Морський бог (3) 海神(3) - 322. Вибухове мистецтво 震臓 - 323. Поклик із грибин 深き呼び声 - 324. Меров (1) 人魚(1) | Епізоди - 316. Повний місяць (1) 満月(1) - 317. Повний місяць (2) 満月(2) - 318. Звіролюд 獣士 - 319. Морський бог (1) 海神(1) - 320. Морський бог (2) 海神(2) - 321. Морський бог (3) 海神(3) - 322. Вибухове мистецтво 震臓 - 323. Поклик із грибин 深き呼び声 - 324. Меров (1) 人魚(1) | Епізоди - 316. Повний місяць (1) 満月(1) - 317. Повний місяць (2) 満月(2) - 318. Звіролюд 獣士 - 319. Морський бог (1) 海神(1) - 320. Морський бог (2) 海神(2) - 321. Морський бог (3) 海神(3) - 322. Вибухове мистецтво 震臓 - 323. Поклик із грибин 深き呼び声 - 324. Меров (1) 人魚(1) | ISBN - Японія ISBN 978-4-592-14436-6 - США ISBN 978-1-59582-942-9 На обкладинці - Ґатс | ISBN - Японія ISBN 978-4-592-14436-6 - США ISBN 978-1-59582-942-9 На обкладинці - Ґатс | ISBN - Японія ISBN 978-4-592-14436-6 - США ISBN 978-1-59582-942-9 На обкладинці - Ґатс |  |
| | | | | | |  |
| | | 37 | 29 березня 2013 | 20 листопада 2013 | |  |
| Епізоди - 325. Меров (2) 人魚(2) - 326. Сирена 声連 - 327. Сплиття на поверхню 浮上 - 328. Зірка, що падає 流星 - 329. Весняні квіти стародення (1) 遠い日の春花(1) - 330. Весняні квіти стародення (2) 遠い日の春花(2) - 331. Весняні квіти стародення (3) 遠い日の春花(3) - 332. Критий віз 幌馬車 - 333. Рай 楽土 | Епізоди - 325. Меров (2) 人魚(2) - 326. Сирена 声連 - 327. Сплиття на поверхню 浮上 - 328. Зірка, що падає 流星 - 329. Весняні квіти стародення (1) 遠い日の春花(1) - 330. Весняні квіти стародення (2) 遠い日の春花(2) - 331. Весняні квіти стародення (3) 遠い日の春花(3) - 332. Критий віз 幌馬車 - 333. Рай 楽土 | Епізоди - 325. Меров (2) 人魚(2) - 326. Сирена 声連 - 327. Сплиття на поверхню 浮上 - 328. Зірка, що падає 流星 - 329. Весняні квіти стародення (1) 遠い日の春花(1) - 330. Весняні квіти стародення (2) 遠い日の春花(2) - 331. Весняні квіти стародення (3) 遠い日の春花(3) - 332. Критий віз 幌馬車 - 333. Рай 楽土 | ISBN - Японія ISBN 978-4-592-14437-3 - США ISBN 978-1-61655-205-3 На обкладинці - Ґатс | ISBN - Японія ISBN 978-4-592-14437-3 - США ISBN 978-1-61655-205-3 На обкладинці - Ґатс | ISBN - Японія ISBN 978-4-592-14437-3 - США ISBN 978-1-61655-205-3 На обкладинці - Ґатс |  |
| | | | | | |  |
| | | 38 | 24 червня 2016 | 18 липня 2017 | |  |
| Епізоди - 334. Людське місто 人の都 - 335. Божественне право королів 王權神授 - 336. Стовпотворіння 万魔殿 - 337. Міст прощання 別離の橋 - 338. Убивця в сутінках 夕闇の死客 - 339. Королівська столиця в місячному сяйві 月下の王都 - 340. Нічний бій 暗闘 - 341. Злетна втеча 逃飛翔 - 342. Висадка на берег 上陸 | Епізоди - 334. Людське місто 人の都 - 335. Божественне право королів 王權神授 - 336. Стовпотворіння 万魔殿 - 337. Міст прощання 別離の橋 - 338. Убивця в сутінках 夕闇の死客 - 339. Королівська столиця в місячному сяйві 月下の王都 - 340. Нічний бій 暗闘 - 341. Злетна втеча 逃飛翔 - 342. Висадка на берег 上陸 | Епізоди - 334. Людське місто 人の都 - 335. Божественне право королів 王權神授 - 336. Стовпотворіння 万魔殿 - 337. Міст прощання 別離の橋 - 338. Убивця в сутінках 夕闇の死客 - 339. Королівська столиця в місячному сяйві 月下の王都 - 340. Нічний бій 暗闘 - 341. Злетна втеча 逃飛翔 - 342. Висадка на берег 上陸 | ISBN - Японія ISBN 978-4-592-14438-0 - США ISBN 978-1-50670-398-5 На обкладинці - Ґатс | ISBN - Японія ISBN 978-4-592-14438-0 - США ISBN 978-1-50670-398-5 На обкладинці - Ґатс | ISBN - Японія ISBN 978-4-592-14438-0 - США ISBN 978-1-50670-398-5 На обкладинці - Ґатс |  |
| | | | | | |  |
| | | 39 | 23 червня 2017 | 11 липня 2018 | |  |
| Епізоди - 343. Полум'яна лялька 炎の人形 - 344. Селище відьом 魔女の村 - 345. Великі старші чаклуни 大導師 - 346. Ельфгельм 妖精郷 - 347. Монарх Квіткового Буревію 花吹雪く王 - 348. Тьмано освітлена пустка 薄闇の荒野 - 349. Чертог сновидінь 夢の回廊 - 350. Уламки споминів 記憶の欠片 | Епізоди - 343. Полум'яна лялька 炎の人形 - 344. Селище відьом 魔女の村 - 345. Великі старші чаклуни 大導師 - 346. Ельфгельм 妖精郷 - 347. Монарх Квіткового Буревію 花吹雪く王 - 348. Тьмано освітлена пустка 薄闇の荒野 - 349. Чертог сновидінь 夢の回廊 - 350. Уламки споминів 記憶の欠片 | Епізоди - 343. Полум'яна лялька 炎の人形 - 344. Селище відьом 魔女の村 - 345. Великі старші чаклуни 大導師 - 346. Ельфгельм 妖精郷 - 347. Монарх Квіткового Буревію 花吹雪く王 - 348. Тьмано освітлена пустка 薄闇の荒野 - 349. Чертог сновидінь 夢の回廊 - 350. Уламки споминів 記憶の欠片 | ISBN - Японія ISBN 978-4-592-14439-7 - США ISBN 978-1-50670-708-2 На обкладинці - Ґатс | ISBN - Японія ISBN 978-4-592-14439-7 - США ISBN 978-1-50670-708-2 На обкладинці - Ґатс | ISBN - Японія ISBN 978-4-592-14439-7 - США ISBN 978-1-50670-708-2 На обкладинці - Ґатс |  |
| | | | | | |  |
| | | 40 | 28 вересня 2018 | 25 вересня 2019 | |  |
| Епізоди - 351. Ліс трупів та шпичкуватих кедрів 屍と針杉の森 - 352. Головні винуватці 元凶 - 353. Останній уламок 最後の欠片 - 354. Пробудження 覚醒 - 355. На землі в сонячних зайчиках 木漏れ日の下で - 356. Йотун 巨人 - 357. Тріумфальне повернення на світанку 有明の凱旋 | Епізоди - 351. Ліс трупів та шпичкуватих кедрів 屍と針杉の森 - 352. Головні винуватці 元凶 - 353. Останній уламок 最後の欠片 - 354. Пробудження 覚醒 - 355. На землі в сонячних зайчиках 木漏れ日の下で - 356. Йотун 巨人 - 357. Тріумфальне повернення на світанку 有明の凱旋 | Епізоди - 351. Ліс трупів та шпичкуватих кедрів 屍と針杉の森 - 352. Головні винуватці 元凶 - 353. Останній уламок 最後の欠片 - 354. Пробудження 覚醒 - 355. На землі в сонячних зайчиках 木漏れ日の下で - 356. Йотун 巨人 - 357. Тріумфальне повернення на світанку 有明の凱旋 | ISBN - Японія ISBN 978-4-592-14440-3 - США ISBN 978-1-50671-498-1 На обкладинці - Ґатс - Фарнеза - Шірке                                                                                   | ISBN - Японія ISBN 978-4-592-14440-3 - США ISBN 978-1-50671-498-1 На обкладинці - Ґатс - Фарнеза - Шірке                                                                                   | ISBN - Японія ISBN 978-4-592-14440-3 - США ISBN 978-1-50671-498-1 На обкладинці - Ґатс - Фарнеза - Шірке                                                                                   |  |
| | | | | | |  |
| | | 41 | 24 грудня 2021 | 15 листопада 2022 | |  |
| Епізоди - 358. Світанок імперії 帝国の黎明 - 359. Бар'єр 障壁 - 360. Садок вишневий 桜の園 - 361. Ущелина 渓谷 - 362. Незбагненна смерть 幻死 - 363. Стрибуча мавпа 跳猿 - 364. Сльоза світанкової роси 朝露の涙 | Епізоди - 358. Світанок імперії 帝国の黎明 - 359. Бар'єр 障壁 - 360. Садок вишневий 桜の園 - 361. Ущелина 渓谷 - 362. Незбагненна смерть 幻死 - 363. Стрибуча мавпа 跳猿 - 364. Сльоза світанкової роси 朝露の涙 | Епізоди - 358. Світанок імперії 帝国の黎明 - 359. Бар'єр 障壁 - 360. Садок вишневий 桜の園 - 361. Ущелина 渓谷 - 362. Незбагненна смерть 幻死 - 363. Стрибуча мавпа 跳猿 - 364. Сльоза світанкової роси 朝露の涙 | ISBN - Японія ISBN 978-4-592-16691-7 - США ISBN 978-1-50673-377-7 На обкладинці - Ґатс - Каска - Місячне дитя                                                                              | ISBN - Японія ISBN 978-4-592-16691-7 - США ISBN 978-1-50673-377-7 На обкладинці - Ґатс - Каска - Місячне дитя                                                                              | ISBN - Японія ISBN 978-4-592-16691-7 - США ISBN 978-1-50673-377-7 На обкладинці - Ґатс - Каска - Місячне дитя                                                                              |  |
| | | | | | |  |
| | | 42 | 29 вересня 2023 | 18 березня 2025 | |  |
| Епізоди - 365. Колискова місяця, що згасає 十六夜のしじま - 366. Око виру 潮流の目 - 367. Туманне згасання сакури 桜散霧消 - 368. Ті, що поглинають 蝕む者たち - 369. Зникаючий острів 泡沫の孤島 - 370. Біженці на Західному морі 西海の流民 - 371. Згасаюче світло в непроглядній ночі 狭き暗夜に消ゆる灯火 - 372. Червоний ворон спить у клітці 赤の渡鴉は鳥籠で眠る - 373. Заржавілі залізні обручі, що не можуть просунутися далі 歩みかなわぬ錆びた鉄輪 | Епізоди - 365. Колискова місяця, що згасає 十六夜のしじま - 366. Око виру 潮流の目 - 367. Туманне згасання сакури 桜散霧消 - 368. Ті, що поглинають 蝕む者たち - 369. Зникаючий острів 泡沫の孤島 - 370. Біженці на Західному морі 西海の流民 - 371. Згасаюче світло в непроглядній ночі 狭き暗夜に消ゆる灯火 - 372. Червоний ворон спить у клітці 赤の渡鴉は鳥籠で眠る - 373. Заржавілі залізні обручі, що не можуть просунутися далі 歩みかなわぬ錆びた鉄輪 | Епізоди - 365. Колискова місяця, що згасає 十六夜のしじま - 366. Око виру 潮流の目 - 367. Туманне згасання сакури 桜散霧消 - 368. Ті, що поглинають 蝕む者たち - 369. Зникаючий острів 泡沫の孤島 - 370. Біженці на Західному морі 西海の流民 - 371. Згасаюче світло в непроглядній ночі 狭き暗夜に消ゆる灯火 - 372. Червоний ворон спить у клітці 赤の渡鴉は鳥籠で眠る - 373. Заржавілі залізні обручі, що не можуть просунутися далі 歩みかなわぬ錆びた鉄輪 | ISBN - Японія ISBN 978-4-592-16692-4 - США ISBN 978-1-50674-641-8 На обкладинці - Ґатс - Ґриффіт - Каска - Пак                                                                             | ISBN - Японія ISBN 978-4-592-16692-4 - США ISBN 978-1-50674-641-8 На обкладинці - Ґатс - Ґриффіт - Каска - Пак                                                                             | ISBN - Японія ISBN 978-4-592-16692-4 - США ISBN 978-1-50674-641-8 На обкладинці - Ґатс - Ґриффіт - Каска - Пак                                                                             |  |
| | | | | | |  |
| | | | | | |  |

## Епізоди не в форматі танкобону
Список епізодів, що ще не виходили в танкобоні:
- 083. Бог Безодні (2) 深淵の神 (2)
- 374. Чи просто спить чорна звірюка, чекаючи свого часу? 眠れる黒の獣はただ静かに佇むのか
- 375. Світанок розриває незламний туман ночі 晴れぬ夜霧の朝まだき
- 376. Тремтіння поверхні моря і тінь катастрофічної війни 震える海面と悲惨な戦争の影
- 377. Змія в серці 胸の中の蛇
- 378. Запрошений вбивця 招かれし刺客
- 379. Ті, хто танцюють крізь глибини пекла 阿鼻無間に踊る者たち
- 380. Тіні вмирають двічі 影は二度死ぬ
- 381. Місяць-серп світить на спину вигнанця 弦月は流刑人の背を照らす
- 382. Камера поховання 玄室